# Bozano
Bozano es un municipio brasilero del estado de Rio Grande do Sul.

## Geografía
El área del municipio es de 201 km² y su población estimada en 2007 era de 2.296 habitantes.